# Rising: Rebuilding Ground Zero
Rising: Rebuilding Ground Zero (Rising: Reconstruindo o Ground Zero (título em Portugal) ou Nova York: O Renascer da Esperança (título no Brasil)) é um documentário do Discovery Channel feito em 2011. A série foi produzida por Steven Spielberg.

## Lista de episódios
| Episódio | Título                           | Exibido em             |
| --- | -------------------------------- | ---------------------- |
| 1 | "As Torres Gêmeas"               | 04 de setembro de 2011 |
| Neste episódio especial da série, o trágico dia do atentado é reconstruído através da perspectiva dos latinos que no dia 11 de setembro de 2001 correram para salvar a si próprio e também os outros. A paramédica Juana Lomi, o policial Will Jimeno, o bombeiro Rafael Hernández e os sobreviventes do atentado Lourdes Frutos, Héctor Jojot e Omar Rivera; relembram o horror ocorrido neste trágico dia. |                                  |                        |
| 2 | "As Últimas Vozes"               | 04 de setembro de 2011 |
| A tragédia de 11 de setembro de 2011 é a maior para os Estados Unidos em sua história. Muitas famílias das vítimas dos que estavam dentro do World Trade Center é a mais forte herança desse dia fatídico. Presos nas torres, dizendo a suas famílias que estavam bem ou despidindo-se quando tudo estava perdido, inclusive, até buscando consolo de estranhos em um momento de desespero.                  |                                  |                        |
| 3 | "Uma Entrada para Nova York"     | 05 de setembro de 2011 |
| Steven Spielberg apresenta a história do que se oculta por trás da Grande Estação Central como a central do transporte de Nova York. O terminal é construído por baixo do terreno das Torres Gêmeas. |                                  |                        |
| 4 | "História das Ruínas"            | 06 de setembro de 2011 |
| Steven Spielberg apresenta o Museu 11 de Setembro, que usará as ruínas da tragedias, incluindo os veículos de emergência e as bases originais de aço inoxidável das torres de 24 metros de profundidade, para contar o episódio histórico mais terrível dos Estados Unidos. |                                  |                        |
| 5 | "A Linha do Horizonte - Parte 1" | 07 de setembro de 2011 |
| Do produtor Steven Spielberg, vemos as histórias dos americanos que reconstruiram o World Trade Center, em Manhattan, e uma nação cuja ferida ainda está em proceso de cicatrização. O novo WTC, com mais de 540 metros de altura, será a resposta dos Estados Unidos aos ataques de 11 de setembro. |                                  |                        |
| 6 | "A Linha do Horizonte - Parte 2" | 08 de setembro de 2011 |
| Steven Spielberg apresenta o novo World Trade Center. A ponto de alcançar os 304 metros, o projeto recupera o horizonte de Nova York e é muito mais do que uma maravilha da engenharia, é o que mostra que o país está ressurgindo. |                                  |                        |
| 7 | "Um Lugar para Lembrar"          | 09 de setembro de 2011 |
| Neste episódio, Steven Spielberg apresenta o novo memorial que terá os nomes de todas as vítimas do 11 de setembro. Depois de anos, as famílias terão um lugar apropriado para recordar de seus parentes queridos. |                                  |                        |
| 8 | "Uma Cidade Nova"                | 10 de setembro de 2011 |
| Um tributo de Steven Spielberg ao 11 de setembro aos sobreviventes, aos que não fugiram depois do desastre e, ao contrário, permaneceram para reconstruir, não só as propriedades, como sua comunidade. |                                  |                        |